# 名古屋市交通局900形電車
名古屋市交通局900形電車（なごやしこうつうきょく900がたでんしゃ）は、かつて名古屋市交通局が保有していた市電（路面電車）用車両である。

## 概要
木南車輌製造は戦中、呉市電用に7両の路面電車車両を製造していたが、それが注文流れとなったため、輸送力増強に努めていた名古屋市が購入し、散水車の改造名目で3両が1943年、4両が1944年に投入された。900の形式名は、「呉（くれ）」をもじったものであると言われる。塗装は907号車に関してのみ、緑一色のものになっていた。
しかし、ブレーキの効きが悪かったことや、車両前後の扉が折り戸（中央は両開き戸）となっていて乗降に手間取ると言う欠点があり、整備員や乗務員からの評判は悪かった。そのため戦後、ブレーキと扉の改造が施され、折り戸は外吊り式の片開き戸とされた。また尾灯は当初、方向幕の横に取り付けられていたが、戦後には在来車と同じく、前照灯の横に移動させられている。
電動機は当初、SLA形のものを取り付けていたが、その後いくらかの変遷を経て、最終期には1400形のそれと同種のものに取り替えられた。制御器は、廃車になった単車のものを流用したと言われている。
名古屋大空襲など名古屋の街が戦渦に包まれる中、905号車は被災して廃車になり、戦後になると907号車が905号車に改番させられている。
1963年4月に廃車となり、1200形と共に6両すべてが豊橋鉄道へ譲渡された。豊橋鉄道では800形（初代）801 - 806として使用し、1968年にモ3800形3801 - 3806と改番された。同社では1989年までに全車廃車となっている。

## 車両諸元
- 車長：11286mm
- 車高：2286mm
- 車幅：3540mm
- 定員：70名
- 自重：13.8t
- 台車：ブリル76E2型?
- 電動機：33.6kW×2

主電動機は廃車時点で1400型を新造品に交換した際の発生品に交換されており、豊鉄ではHS306Eを搭載している。